# 411 Ксанта
411 Ксанта (411 Xanthe) — астероїд головного поясу, відкритий 7 січня 1896 року Огюстом Шарлуа у Ніцці.